# Limbach (Bad Münstereifel)
Limbach is een plaats in de Duitse gemeente Bad Münstereifel, deelstaat Noordrijn-Westfalen.